# Különös kívánság
A Különös kívánság (eredeti cím: Wish Upon a Star) 1996-os romantikus, misztikus filmvígjáték, amelyet Jessica Barondes forgatókönyvéből Blair Treu rendezett. A főszerepben Katherine Heigl és Danielle Harris látható. A film 1996. október 12-én jelent meg.
Egy fiatalabb lánytestvér azt kívánja, hogy helyet cseréljen népszerű nővérével. A nővér a húga eszét irigyli.  A két civakodó testvér arra ébred, hogy a kívánságuk valóra vált.

## Cselekmény
Alexia és Hayley Wheaton testvérek, akik ugyanabban a házban élnek és ugyanabba a középiskolába járnak. A tizennyolc éves Alexia (Katherine Heigl) népszerű, stílusos, és nem fáradozik az iskolai feladatokkal. Ezzel szemben tizenöt éves húga, Hayley szociálisan visszafogott, és távolról csodálja idősebb nővére népszerűségét, miközben kiválóan teljesít a természettudományokban és a matematikában. A testvérek nem jönnek ki jól egymással; Hayley nehezményezi, hogy kénytelen Alexiára hagyatkozni, aki gyakran elkésik az iskolából, Alexia pedig  nem akarja, hogy a kevésbé laza fiatalabb húgával lássák. Hayley belezúg nővére barátjába, Kyle-ba, és irigyli őt, amikor látja őket smárolni.
Egyik este Hayley az éjszakai égboltot tanulmányozza a természettudományi órájára, miközben Alexia a kinti pezsgőfürdőben pihen Kyle-lal. Amikor Hayley meglát egy hullócsillagot, azt kívánja, hogy legyen a nővére Alexia, majd megfordul, hogy azt látja, Alexia is az eget nézi. 
Másnap reggel a nővérek arra ébrednek, hogy egymás testében találják magukat. Hayley vállalja a felelősséget a cseréért, megemlítve a kívánságát.
Miután kiderül, hogy nem tudnak egyszerűen visszacserélődni, Hayley megelégszik azzal, hogy egy napra átveszi nővére szerepét, hiszen most első kézből tapasztalhatja meg Alexia életének csillogását. Az élményük azonban megromlik: Alexia szerepében Hayley rájön, hogy Alexia barátai milyen rosszul bánnak az iskolában a népszerűtlen gyerekekkel, köztük a legjobb barátnőjével, Caitlinnel. Megtudja, hogy Alexia azt tervezi, hogy szakít Kyle-lal a barátai szigorú szabályai miatt. Hogy kibújjon egy dolgozat megírása alól, Alexia elájul, és az anyjuk hazaviszi az iskolából. Közben Hayley (Alexia szerepében) bocsánatot kér Kyle-tól, miután megtudja, hogy Alexia előző este szakított vele, és csókolóznak.
Az első nap végére a testvérek rájönnek, hogy talán megrekednek a megcserélt testükben. Alexia feldúlt lesz, amikor meglátja, hogy ki van szívva a nyaka a régi testén. A következő napot mindketten azzal töltik, hogy szándékosan szabotálják egymás életét. Hayley (Alexia testében) ugyanazt a ruhát viseli, amit előző nap, Alexia (Hayley testében) pedig dominának öltözve megy iskolába. Alexia (Hayley-ként) az ebédlőben egy asztalon táncol, explicit rockdalokat imitálva, Hayley (Alexia-ként) pedig durván megragadja és bosszúból csókolózik Kyle-lal. Végül, ahogy Hayley és Alexia megszokja a másik életét, jobban kezdenek egymáshoz viszonyulni, és a csere végül testvérként hozza őket közelebb egymáshoz.
Miközben egy estét a szabadban töltenek, hullócsillagot keresve, hogy teljesítsék kívánságukat a visszacserélésre, úgy döntenek, hogy még egy napot egymásként töltenek. Hayley feladata (Alexia testében), hogy meggyőzze a tanárait arról, hogy Alexia nem üresfejű, Alexia feladata pedig (Hayley testében), hogy megmutassa Hayley-nek, milyen könnyen meg tud ismerkedni egy sráccal. 
Kyle kezdi értékelni Alexia új életszemléletét, ahogy kevesebb sminket visel és kevésbé törődik a ruhákkal. Elmondja neki, hogy szereti, Hayley (Alexia szerepében) pedig elutasítja, mivel tudja, hogy soha nem lesz vele. A nővérek terve beválik, és mindketten úgy döntenek, hogy visszaváltanak. Sajnos a tervezett este korán elalszanak. Hayley még időben felébred, hogy egy hullócsillagot látva kívánjon valamit. Amikor másnap reggel felébred, rájön, hogy nem kerültek vissza, és úgy gondolja, hogy soha nem tudnak visszatérni a testükbe, de nem mondja el Alexiának. Másnap Kyle szakít Hayley-vel (Alexia szerepében).
Alexia és Hayley részt vesznek a Téli Fesztivál táncesten. A medence lelátóján Hayley összeomlik, és elmondja Alexiának, hogy nem cserélhetnek vissza. Alexia ekkor bevallja, hogy akkor látta először a csillagot, amikor Kyle-lal volt, és azt kívánta, hogy Hayley-ként maradjon. Alexia sírva vallja be, hogy unta az életét, és hogy irigy volt Hayley intelligenciájára és a jól felépített jövőbeli terveire. Elárulja, hogy az első nap Hayley-ként felfedezte, hogy a húga és a többi népszerűtlen gyerek mindennapos zaklatást szenved el az osztálytársaiktól. Attól a pillanattól kezdve Alexia megbánta, hogy korábban mindenkivel ilyen bántóan viselkedett. Megemlíti, hogy rájött, hogy a barátai sekélyesek, hogy Kyle azt tervezte, hogy dobja őt a saját maga által felállított szabályok miatt, és hogy esélye sincs bejutni a főiskolára az alulteljesítménye miatt. Alexia ekkor megemlíti, hogy Hayley az ő intellektusával és tervszerűségével soha nem követné el Alexia hibáit.
Rájönnek, hogy az egyidejű kívánságuk okozta a változást, Alexia és Hayley kiülnek a szabadba, és amikor meglátnak egy hullócsillagot, együtt kívánják, hogy újra önmaguk lehessenek. Visszanyitják a szemüket a saját testükben. Hayley aggódik, hogy nehéz lesz neki rendben és tisztán maradnia, de Alexia megnyugtatja, hogy ő lesz a segítsége. Ezután visszatérnek a Téli Fesztiválra. Alexia bocsánatot kér Kyle-tól, megcsókolják egymást, és Alexiát királynővé koronázzák. A barátai bocsánatot kérnek a korábbi viselkedésükért, és úgy döntenek, hogy elvetik a szabályokat. Alexia ezután a barátjával táncol a színpadon, míg Hayley megtalálja új szomszédjukat, Simont, és vele táncol.

## Szereplők
- Katherine Heigl - Alexia Wheaton
- Danielle Harris - Hayley Wheaton, Alexia húga
- Don Jeffcoat - Kyle Harding, Alexia barátja
- Scott Wilkinson - Benjamin "Ben" Wheaton
- Mary Parker Williams - Nan Wheaton
- Lois Chiles - Mary Mittermiller középiskolai igazgató
- Ivey Lloyd - Caitlin Sheinbaum, Hayley barátja
- Matt Barker - Simon, a Wheaton család új szomszédja
- Jacque Gray - Kazumi, Alexia barátnője
- Kari White - Talley, Alexia barátnője
- January Sorensen - Sabrina, Alexia barátnője

## Filmkészítés
A filmet a Utah állambeli West Valley Cityben található Hunter High Schoolban forgatták. A filmben az igazi Hunter High kosárlabdacsapata játszott az ellenfél, a Farkasok kosárlabdacsapatával. A filmet 1995 végén és 1996 elején forgatták. A Moonpools & Caterpillars zenekar a Téli Fesztiváltáncon lépett fel. A film hasonló elemeket oszt meg sok más filmmel, amelyekben szintén "testcsere" jelenik meg.

## Fogadtatás
A film a Fox Weekly-n általánosságban pozitív értékelést kapott, 10-ből 8 pontot adva.

## Fordítás
- Ez a szócikk részben vagy egészben  a   Wish Upon a Star című angol Wikipédia-szócikk fordításán alapul.  Az eredeti cikk szerkesztőit annak laptörténete sorolja fel. Ez a jelzés csupán a megfogalmazás eredetét és a szerzői jogokat jelzi, nem szolgál a cikkben szereplő információk forrásmegjelöléseként.